# Collotheca torquilobata
Collotheca torquilobata är en hjuldjursart som först beskrevs av Thorpe 1891.  Collotheca torquilobata ingår i släktet Collotheca och familjen Collothecidae. Inga underarter finns listade i Catalogue of Life.